# نورث‌آکومیتا ویلج (نیومکزیکو)
نورث‌آکومیتا ویلج (به انگلیسی: North Acomita Village) یک منطقهٔ مسکونی در ایالات متحده آمریکا است که در شهرستان سیبولا، نیومکزیکو واقع شده‌است. نورث‌آکومیتا ویلج ۷٫۴ کیلومتر مربع مساحت و ۳۰۳ نفر جمعیت دارد و ۱٬۸۴۳ متر بالاتر از سطح دریا واقع شده‌است.